# Осколковий снаряд

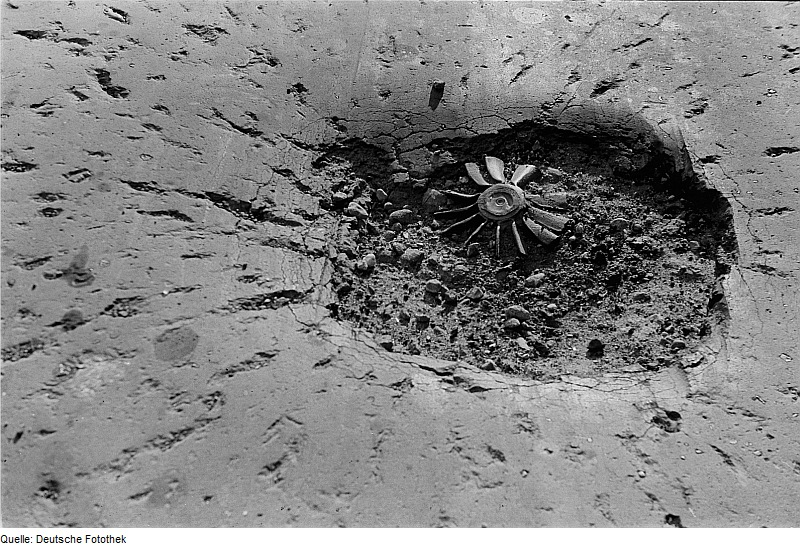
Наслідки дії уламкового боєприпасу (в даному випадку — суб-боєприпас з касетної авіабомби)

Уламковий снаря́д — артилерійський снаряд основного призначення, при вибуху якого ціль уражається уламками корпусу і частково продуктами вибуху і ударною хвилею. Застосовується в наземній, зенітній, морській артилерії та авіаційному озброєнні для ураження відкритої та тієї, що знаходиться за легкими укриттями живої сили і військової техніки противника, у тому числі літальних апаратів.

## Будова
Осколковий снаряд складається з корпусу, розривного заряду (тротил, тен, гексоген, сплаву й суміші тротилу з гексогеном тощо), ведучого пояска і детонатора. Деякі осколкові снаряди (зенітні, авіаційні) забезпечуються трасером (для коригування стрільби) і самоліквідатором (для підриву снаряда, якщо він пролетів мимо цілі). Осколкові снаряди виготовляються із сталі і чавуну різних марок. Маса розривного заряду вибухової речовини становить 5-14 % загальної маси снаряда. При рівних калібрах ефективніші циліндричні («жезлоподібні») осколкові снаряди, однак ці снаряди мали недалекобійну (необтічну) форму і використовувалися зазвичай в малокаліберної артилерії.

## Принцип дії
Уражаюча дія снаряда залежить від осколковості, характеру цілі та умов стрільби. Осколковість осколкового снаряда характеризується кількістю осколків, що утворюються при його розриві, їх формою, початковою швидкістю розльоту осколків і розподілом по їх масі. Вона зумовлюється властивостями металу корпусу, конструкцією снаряда, масою і властивостями вибухової речовини розривного заряду. Осколки, як правило, утворюються в результаті дроблення корпусу снаряда при вибуху розривного заряду. У деяких осколкових снарядах використовується спеціальне спорядження (кульки, голки та тощо) або застосовуються конструктивні заходи з дроблення корпусу (виточки на корпусі, рифлені сорочки, кільця та інші способи).
Для ураження відкрито розташованої живої сили забійними є осколки масою 0,25-0,5 г і вище з питомою кінетичною енергією порядку 8-15 кгс*м/м².
Умови стрільби включають вид стрільби (ударна, на рикошет і дистанційна), твердість ґрунту в місці падіння снаряда, установку і властивості детонатора. При ударній стрільби детонатор встановлюється на миттєву дію, розрив осколкового снаряда відбувається в момент його зустрічі з перешкодою. Розподіл осколків на уражаній площі при цьому виді стрільби залежить від кута падіння снаряда (кут між дотичною до траєкторії і горизонтом в точці падіння), твердості ґрунту в районі цілі і властивостей детонатора. При малих кутах падіння це означає, що частина осколків йде в землю або розлітається вгору, не завдаючи поразки цілі. Зі збільшенням кута падіння нищівна сила осколкового снаряда зростає за рахунок осколків, що розлітаються від бічної поверхні в сторону. Чим швидше спрацьовує детонатор при зіткненні з перешкодою, тим вище осколкова дія снаряда. З поглибленням осколкового снаряда в ґрунт, це дія різко знижується.
При стрільбі на рикошет снаряд, вдарившись об перешкоду, здійснює відбитий політ і розривається над ціллю в повітрі. Стрільба ведеться при установці ударного детонатора на уповільнену дію і при невеликих кутах падіння (до 20°). При дистанційній стрільбі осколковий снаряд розривається в повітрі до зустрічі з перешкодою. Це забезпечується дистанційними та неконтактними детонаторами. Уламкова дія уламкового снаряда значно сильніше при рикошетній та дистанційній стрільбі, ніж при ударній.